# Jacques Mesrine
Jacques Mesrine (28. prosince 1936, Clichy – 2. listopadu 1979, Paříž, Francie) byl francouzský zločinec, bankovní lupič a ve své době „celebrita“ známá po celé Francii. Po jeho grandiózním útěku přímo ze soudní síně byl médii nazván Veřejný nepřítel číslo 1 (což je i název stejnojmenného francouzského filmu z roku 2008).

## Životopis
Vyrůstal v průměrné rodině, kde hlavní slovo měla spíše matka.[zdroj⁠?!] Jeho otec během druhé světové války např. kolaboroval s nacisty.[zdroj⁠?!] Studoval na prestižní katolické škole, ale z té byl vyloučen pro agresivní chování. Před svým prvním zatčením sloužil v armádě v Alžírské válce, kde na vlastní oči viděl, čeho jsou lidé pro prosazení svých zájmů schopni. Po návratu z Alžíru začal pracovat v jedné továrně blízko Paříže, tento poklidný život však narušilo jeho shledání s dávným přítelem Jean-Paulem. Mimo vymetání večírků a vykřičených domů začal vykrádat byty. K prvnímu zatčení došlo v roce 1962, když se pokusil s třemi komplici vyloupit banku v Neubourgu. Tou dobou byl již zkušeným zločincem a byl odsouzen na 18 měsíců. Byl propuštěn v roce 1963 a pak byl krátce zaměstnán u architektonické firmy, než byl v roce 1964 propuštěn a vrátil se na dráhu zločinu.
Poté utekl před zákonem a rivaly z podsvětí do Kanady, kde byl odsouzen k 10 letům vězení za únos. Z přísně střeženého vězení se mu však podařilo s komplicem utéct a následně toto vězení napadli, aby osvobodili ostatní vězně. Přitom byl on sám zraněn a osvobození vězňů se nepodařilo. Po svém návratu do Francie páchal se svým komplicem M. Ardouinem další bankovní loupeže. Někdy i dvě najednou, jak se naučil v Kanadě od svého tehdejšího komplice J. P. Merciera, který byl o rok později zastřelen při bankovní loupeži. Po bankovních loupežích byl zatčen, podařilo se mu však znova utéci přímo ze soudní síně za pomoci revolveru schovaného jeho komplicem na záchodě soudní budovy. Při tomto útěku si vzal soudce jako rukojmí. Páchal další loupeže, než byl opět chycen a odsouzen k 20 letům vězení. Z 20 let si odseděl pouze pět a po seznámení s F. Bessem (dalším známým gangsterem a proslulým útěkářem) spolu utekli za pomoci pistolí, propašovaných do vězení pravděpodobně vězeňskou službou. Při útěku byl zastřelen jeden vězeň. Besse a Mesrine společně přepadávali kasina a po krátké době se jejich cesty rozdělily. Mesrine navázal vztahy s Rudou brigádou a Ch. Bauerem. Unesl dalšího miliardáře a plánoval útok na QHS, věznici s maximální ostrahou, kde strávil 5 let.
Téměř zabil novináře a ex-policistu J. Talliera kvůli negativnímu článku.[zdroj⁠?!] Byl znám jako muž tisíce tváří.[zdroj⁠?!]
2. listopadu 1979 jel v autě se svojí přítelkyní, byl zablokován kamionem a bez výstrahy usmrcen 20 výstřely přes čelní sklo jeho vozu BMW.[zdroj⁠?!] Tuto exekuci vykonal francouzský policejní tým vytvořený za účelem jeho dopadení. On sám nebyl nijak varován ani vyzván, aby se vzdal. Během uplynulých desetiletí se stal symbolem rebelie proti systému.[zdroj⁠?!] Byly o něm napsány desítky knih a dočkal se[zdroj⁠?!] také zfilmování svého příběhu.
Patří k nejznámějším tvářím evropského gangsterismu.[zdroj⁠?!]